# Mylochromis
Mylochromis (Syn.: Maravichromis Eccles & Trewavas, 1989, Platygnathochromis Eccles & Trewavas, 1989) ist eine Buntbarsch-Gattung, die endemisch im ostafrikanischen Malawisee vorkommt.

## Merkmale
Mylochromis-Arten werden etwa 15 bis 22 cm lang und besitzen die typische Gestalt eines Haplochromis-Verwandten. Der Gattung fehlen morphologische Besonderheiten. In ihr werden Malawisee-Buntbarsche zusammengefasst, die einen dunklen Diagonalstreifen zeigen, der sich vom „Nacken“ bis auf den Schwanzstiel erstreckt, aber im Unterschied zu anderen Gattungen mit Diagonalstreifen wie Buccochromis und Lichnochromis durch keine weiteren besonderen Merkmale gekennzeichnet sind. Der Streifen kann bei einigen Arten auch in eine Fleckenreihe aufgelöst sein. Der wissenschaftliche Name bezieht sich auf die Pharyngealzähne (gr.: „mylo“ = Mühle + „chromis“ = alte Bez. für. Buntbarsche).

## Lebensweise
Wie fast alle Buntbarsche des Malawisees sind die Mylochromis-Arten Maulbrüter. Sie leben vor allem in der Sandzone und in der Übergangszone zwischen sandigen und felsigen Habitaten, einige Arten auch in der Felszone.

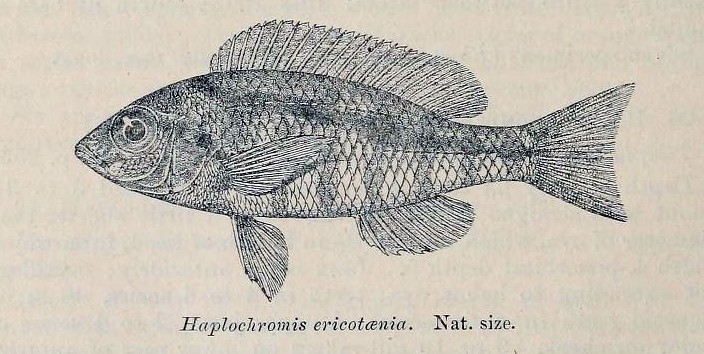
Mylochromis ericotaenia

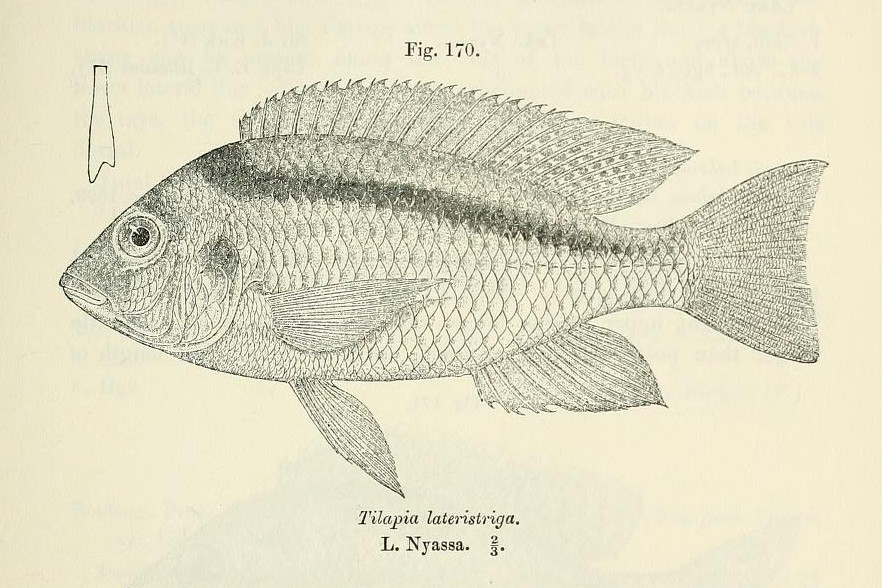
Mylochromis lateristriga, die Typusart

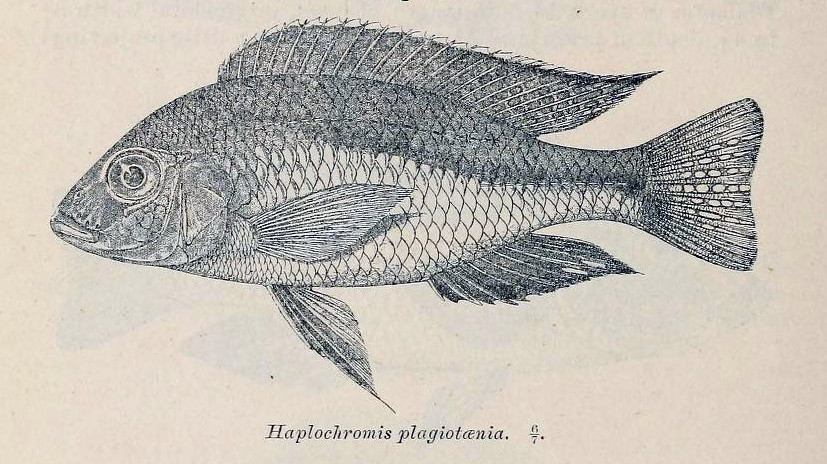
Mylochromis plagiotaenia

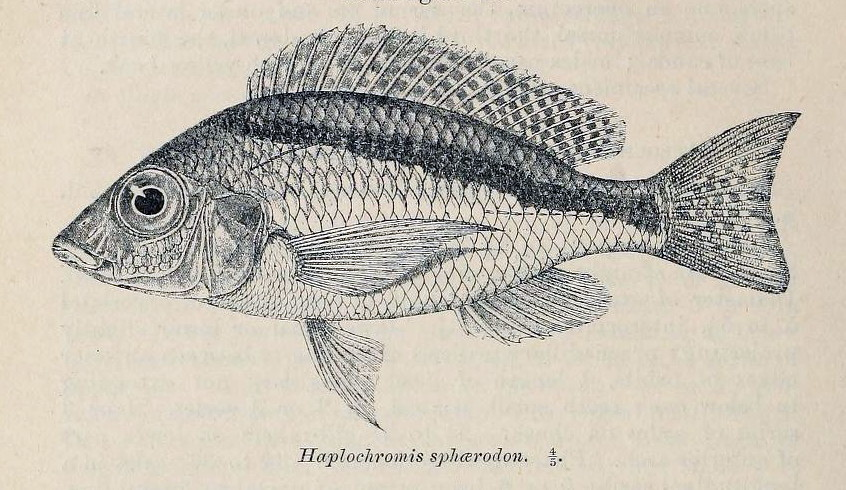
Mylochromis sphaerodon

## Arten
Es gibt 21 beschriebene Arten:
- Mylochromis anaphyrmus (Burgess & Axelrod, 1973)
- Mylochromis balteatus (Trewavas, 1935)
- Mylochromis chekopae Turner & Howarth, 2001
- Mylochromis ensatus Turner & Howarth, 2001
- Mylochromis epichorialis (Trewavas, 1935)
- Mylochromis ericotaenia (Regan, 1922)
- Mylochromis formosus (Trewavas, 1935)
- Mylochromis gracilis (Trewavas, 1935)
- Mylochromis guentheri (Regan, 1922)
- Mylochromis incola (Trewavas, 1935)
- Mylochromis labidodon (Trewavas, 1935)
- Mylochromis lateristriga (Günther, 1864)
- Mylochromis melanonotus (|Regan, 1922)
- Mylochromis melanotaenia (Regan, 1922)
- Mylochromis mola (Trewavas, 1935)
- Mylochromis mollis (Trewavas, 1935)
- Mylochromis obtusus (Trewavas, 1935)
- Mylochromis plagiotaenia (Regan, 1922)
- Mylochromis semipalatus (Trewavas, 1935)
- Mylochromis sphaerodon (Regan, 1922)
- Mylochromis spilostichus (Trewavas, 1935)